# Rosário (Almodôvar)
 Rosário  ist eine portugiesische Gemeinde (Freguesia) im Kreis Almodôvar im Distrikt (Beja), mit einer Fläche von 60,7 km² und 592 Einwohnern (Stand 19. April 2021). Dies ergibt eine Bevölkerungsdichte von 9,8 Einwohnern/km². Bekannt ist die Gemeinde auch durch den aristokratischen Sitz der Familie „Marques de Milfontes“.